# Auricularia americana
Auricularia americana es una especie de hongo de la familia Auriculariaceae que crece sobre madera muerta de coníferas. Esta especie se ha separado recientemente de Auricularia auricula-judae, que crece sobre madera de frondosas y se distribuye por Eurasia.

## Taxonomía
La especie se describió originalmente en 1987 en Quebec sobre Abies balsamea, pero no se publicó válidamente hasta 2003. La investigación molecular, basada en el análisis cladístico de secuencias de ADN, ha demostrado que Auricularia americana es una especie distinta de Auricularia auricula-judae.

## Descripción
Auricularia americana forma cuerpos fructíferos delgados, marrones, gelatinosos que tienen forma de oreja y hasta 100 mm (3,9 plg) ancho y 3 mm (0,1 plg) espesor, y aparecen solitarios o en grupos. La superficie superior es finamente pilosa. La parte inferior que contiene los basidios es lisa.

### Caracteres microscópicos
Los caracteres microscópicos son típicos del género Auricularia . Los basidios son tubulares, lateralmente septados, 55–70 × 4–5 micras Las esporas son alantoides (en forma de salchicha), 14–16,5 × 4,5–5,5 µm. 
Auricularia americana es una especie que pudre la madera, que se encuentra típicamente en madera de coníferas adherida o caída. Está ampliamente distribuido en América del Norte y también se conoce en China y el Lejano Oriente ruso . 
En América del Norte, Auricularia angiospermum es casi idéntica pero crece en la madera de los árboles de hoja ancha. Ninguna otra especie de Auricularia de América del Norte crece en madera de coníferas. En China y el Tíbet, sin embargo, una segunda especie, Auricularia tibetica, también se encuentra en las coníferas. Se puede distinguir macroscópicamente por sus basidios más largos y sus basidiosporas más grandes.  